# Hylopezus dives
Hylopezus dives е вид птица от семейство Grallariidae.

## Разпространение
Видът е разпространен в Колумбия, Коста Рика, Никарагуа, Панама и Хондурас.